# Lista północnomacedońskich filmów
Lista macedońskich filmów

## Rys historyczny
Pierwsze filmy na terytorium dzisiejszej Republiki Macedonii kręcono w początkach XX w. Pochodzący z Macedonii bracia Manaki w 1905 zrealizowali swój pierwszy film w Bitoli. Trwał zaledwie minutę i przedstawiał urodziny seniorki rodu Manaki – Despiny. Za pierwszy macedoński film fabularny uchodzi jugosłowiański film Frosina z 1952, zrealizowany przez Kiro Bilbiłowskiego, według scenariusza Włado Maleskiego. Sześć lat później powstał w Macedonii pierwszy film barwny – Miss Stone, przedstawiający losy misji protestanckiej w czasach osmańskich.
Pierwszym filmem fabularnym, nakręconym w niepodległej Republice Macedonii była Saga macedońska, w reżyserii Gapo Ivanovskiego Branko. Największym sukcesem macedońskiej kinematografii był Złoty Lew na Międzynarodowym Festiwalu Filmowym w Wenecji i nominacja do nagrody Amerykańskiej Akademii Filmowej w 1995 dla filmu Przed deszczem (reż. Miłczo Manczewski). Do roku 2010 zrealizowano około 20 filmów fabularnych.

## Okres 1993–2000
- 1993: Македонска сага (reż. Gapo Ivanovski Branko)
- 1994: Пред дождот (reż. Miłczo Manczewski)
- 1995: Ангели на Отпад (reż. Dimitrije Osmanli)
- 1996: Самоуништување (reż. Ertil Altanaj)
- 1997: Gypsy Magic (reż. Stole Popow)
- 1997: Преку езерото (reż. Antonio Mitriczeski)
- 1998: Збогум на 20тиот век (reż. Darko Mitrewski i Aleksandar Popowski)
- 1998: Маклабас (reż. Aleksandar Stankowski)

## Okres 2001–2010
- 2001: Прашина (reż. Miłczo Manczewski)
- 2003: Како лош сон (reż. Antonio Mitriczeski)
- 2004: Големата вода (reż. Iwo Trajkow)
- 2004: Илузија (reż. Swetozar Ristowski)
- 2004: Како убив светец (reż. Teona Strugar Mitewska)
- 2005: Балкан-кан (reż. Darko Mitrewski)
- 2005: Контакт (reż. Siergiej Stanojkowski)
- 2006: Тајната книга (reż. Włado Cwetanowski)
- 2007: Сенки (reż. Miłczo Manczewski)
- 2007: Јас сум од Титов Велес (reż. Teona Strugar Mitewska)
- 2007: Превртено (reż. Igor Iwanow)
- 2007: Боли ли? (reż. Aneta Lesnikowska)
- 2010: Мајки (reż. Miłczo Manczewski)

## Okres 2011–2020
- 2011: Панкот не е мртов (reż. Władimir Błażewski)
- 2011: Приказна за Дивиот Исток (reż. Stołe Popow)
- 2011: Ова не е американски филм (reż. Saszo Pawłowski)
- 2012: Трето Полувреме (reż. Darko Mitrewski)
- 2012: Балканот не е мртов (reż. Aleksandar Popowski)
- 2013: Соба со пијано (reż. Igor Izi)
- 2014: До балчак – Приказна од дивиот исток (reż. Stołe Popow)
- 2014: Деца на Сонцето
- 2015: Лазар
- 2015: Noc miodowa
- 2015: Osloboduvanje na Skopje
- 2017: Tajny składnik
- 2019: Kraina miodu